# 內國勸業博覽會

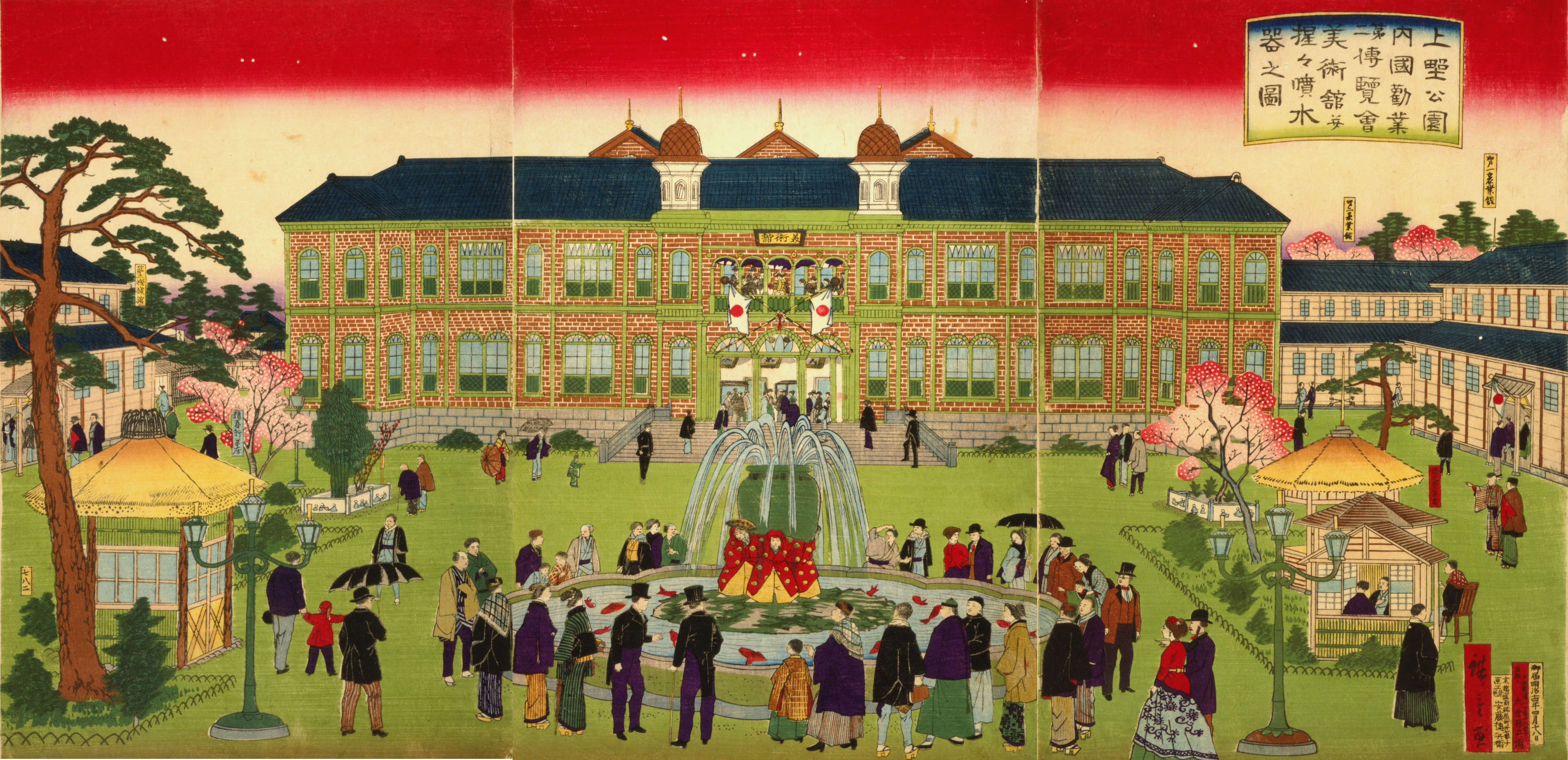
第二回博覽會美術館

內國勸業博覽會（日语：〔〕／ naikoku kangyō hakurankai */?）是明治時代的日本，為了促進國內產業的發展、育成具有吸引力的出口商品為目的，由政府主導舉辦的博覽會。在東京舉辦了3回，京都、大阪各辦了1回，共計舉辦5回。第6回原計畫於1907年在東京舉行，但日俄戰爭後政府財政惡化，延期後停辦；做為替代，該年舉行了同樣由政府主辦的「東京勸業博覽會」，入场量約有680萬人次。

## 参会数据
|       | 舉辦日期（日數）           | 會場所在        | 入場人次  | 經費（円） |
| ----- | -------------------------- | --------------- | --------- | ---------- |
| 第1回 | 1877年8月21-11月30 (102天) | 東京 上野公園   | 454,168   | _122,410   |
| 第2回 | 1881年3月01-6月30 (122天)  | 東京 上野公園   | 822,395   | _276,350   |
| 第3回 | 1890年4月01-7月31 (122天)  | 東京 上野公園   | 1,023,693 | _566,500   |
| 第4回 | 1895年4月01-7月31 (122天)  | 京都 岡崎公園   | 1,136,695 | _443,303   |
| 第5回 | 1903年3月01-7月31 (153天)  | 大阪 天王寺今宮 | 5,305,209 | 1,093,973  |

## 關聯項目
- 世界博覽會
- 殖產興業

## 外部連結
- 第5回内国勧業博覧会 最後にして最大の内国博 （页面存档备份，存于）